# بلقسه
بلقسه (به عربی: بلقسة) یک روستا در سوریه است که در استان حمص واقع شده‌است. بلقسه ۲٬۰۷۸ نفر جمعیت دارد.